# Brenta (fleuve)
Pour les articles homonymes, voir Brenta.
La Brenta est un fleuve du Nord de l'Italie qui prend sa source près du lac de Levico et du lac de Caldonazzo, dans la province du Trentin. Elle coule dans la vallée de la Valsugana, traverse la ville de Bassano del Grappa, dans la province de Vicence, arrose les plaines de la Vénétie pour finalement se jeter dans la mer Adriatique, près de la commune de Chioggia, au sud de la lagune de Venise. Sa longueur est d'environ 160 km.

## Toponymie
Les populations du territoire traversé par le fleuve l'ont toujours appelé au féminin : « la Brenta ». L’histoire et les vieux souvenirs des terribles inondations subies par la population de la Vénétie centrale ont adopté le terme « Brentana » à la place d'alluvions. À l’époque romaine, le fleuve était désigné par « Meduacus » (« au milieu de deux lacs », lacs d’origine et la lagune).
Durant le Moyen Âge apparaît le terme « Brintesis », du latin « gronder », rappelant les diverses inondations ou plutôt venant de la souche germanique « Brint » (fontaine) ou « Brunnen » (ruissellement d’eau). Cette interprétation semble étayée par l’usage dans une partie de la Vénétie du diminutif « Brentella » pour désigner un petit ruisseau.

## Le parcours actuel du fleuve
Le profil géographique de la Brenta est à ce point subdivisé, empruntant la description de l'historien Andrea Gloria en 1825 :
- la source : le fleuve naît du Lac de Levico et le lac de Caldonazzo, Province de Trente.

- la partie en montagne : la Brenta  parcourt toute la vallée Valsugana, traversant le pays de Borgo Valsugana. À Primolano entre dans la vallée, transitant par Cismon del Grappa, Valstagna, San Nazario et Solagna.

- la « Brenta Supérieure » : rejoint la plaine du Pô, près de la cité de Bassano del Grappa, coulant sous le fameux Ponte degli alpini (pont des chasseurs alpins), et continue le parcours de plaine avec une structure  de méandre alimenté par des nappes phréatiques de divers fleuves de résurgence, dont le Sile, le Dese et autres moins importants. Transite par Cartigliano, Tezze sul Brenta, Carmignano di Brenta, Cittadella, Fontaniva, Campo San Martino, et continue avec un cours navigable, par Curtarolo, Vaccarino, Limena, Vigodarzere, Ponte di Brenta et arrive à  Stra, où, par le moyen d’une écluse, commence le cours mineur de la Brenta Vecchia et la Brenta Nuova.

- la Brenta Vecchia : est un bras naturel mineur, connu sous le nom de Naviglio del Brenta (canal du Brenta), et est composé de trois branches : la première entre Stra, Fiesso d'Artico (l’antique Flexum), jusqu'à l'écluse de Dolo ; la seconde de Dolo  jusqu'à l'écluse de Mira ; la troisième de Mira, pour se jeter dans la Lagune de Venise à Fusina, hameau de Venise. L'ensemble urbain, historique et paysager compris entre Fusina et Stra est appelé Riviera del Brenta.

- Taglio Nuovissimo de la Brenta : c'est le canal de diversion des eaux de la Brenta Vecchia, creusé en 1610, qui passe par Porto Menai (commune de Mira), Lugo et Lova (fraction de Campagna Lupia), Conche (fraction de  Chioggia), pour déboucher dans les marais de la Lagune de Venise au nord de Chioggia. Le remblai gauche du canal, qui sépare la campagne de la lagune, est utilisé par l’actuelle route d’Etat SS309-Romea.

- la Brenta Nuova ou de la « Cunetta » : c'est la branche principale, œuvre finale des divers détournements hydrauliques des lits du fleuve accomplis en sept siècles de travail et terminée au début des années 1900. Cette branche commence à Stra, continue par Vigonovo, Corte  di Piove di Sacco, Codevigo, Conche di Chioggia. Les eaux des deux fleuves débouchent ensemble dans la Mer Adriatique près de l’actuelle localité de Brondolo et de l'Isola Verde, au sud de Chioggia.

## Les affluents et défluents
Les affluents sont :
- le torrent Moggio près de Borgo Valsugana ;
- le torrent Grigno près de Grigno ;
- le torrent Cismon près de Cismon del Grappa ;
- le fleuve Oliero à Valstagna ;
- le torrent Muson près de Vigodarzere ;
- le Canale Piovego entre Padoue et Stra ;
- le Canal Taglio di Mirano, détournement du fleuve Muson Vecchio, près de Mira Taglio ;
- le fleuve Bacchiglione, au sud-ouest de Chioggia ;
- le canal Gorzone au sud de  Chioggia, avant l'embouchure.

Les défluents sont :
- le Canal Brentella près de Limena, qui se jette dans le Bacchiglione ;
- le canal de la centrale hydro-électrique à eau courante de Ca'Barzizza (Bassano del Grappa).

## Histoire hydro-géologique du fleuve
La Brenta, avec le Piave, est considérée comme un des deux fleuves qui a généré la lagune de Venise. L'écoulement des eaux de la Brenta, à l'embouchure de la vallée du Canal de Brenta, au sud de Bassano del Grappa, a intéressé au cours des siècles l'actuel territoire compris entre le parcours du Bacchiglione, du Tergola et du Muson.

### Le Medoacus
De l'époque romaine au haut Moyen Âge, le Medeoacus (Pline) s'écoulait après Bassano, selon Baldan, selon deux itinéraires.
Le bras droit, transitait par  Friola, Carmignano, Gazzo, Grossa (hameau de Gazzo), Malspinoso (localité de Piazzola sul Brenta), Poiana (localité de Campodoro), Lissaro (localité de Mestrino), Mestrino, Rubano, Sarmeola (hameau de Rubano) et entrait à Padoue dans la zone de Sant'Agostino.
Le bras gauche, partait toujours de Friola, Fontaniva, Carturo, Presina et Tremignon, hameau de Piazzola sul Brenta, Curtarolo, Limena, Taggi (hameau de Limena), Ponterotto et Montà (localité de Padoue) entrant dans le centre de Padoue près des Scalzi.
En 589, une terrible inondation submergea, en Vénétie centrale, les lits de quatre fleuves : l'Adige, le Bacchiglione, la Brenta, et le Cismon. Une submersion telle, que le fleuve changea de bassin fluvial, passant de celui du Piave dans celui de la Brenta. L'inondation déplaça en cette occasion les eaux du bras droit de la Brenta à Curtarolo  pour continuer par Limena, Vigodarzere, Torre (hameau de Padoue), Noventa Padovana, abandonnant ainsi la cité de Padoue, pour bifurquer en deux branches à Villatora (fraction de Saonara) .
Selon les historiens Temanza, Gloria et Baldan ces lits étaient désignés comme Medoacus Minor et Maior.

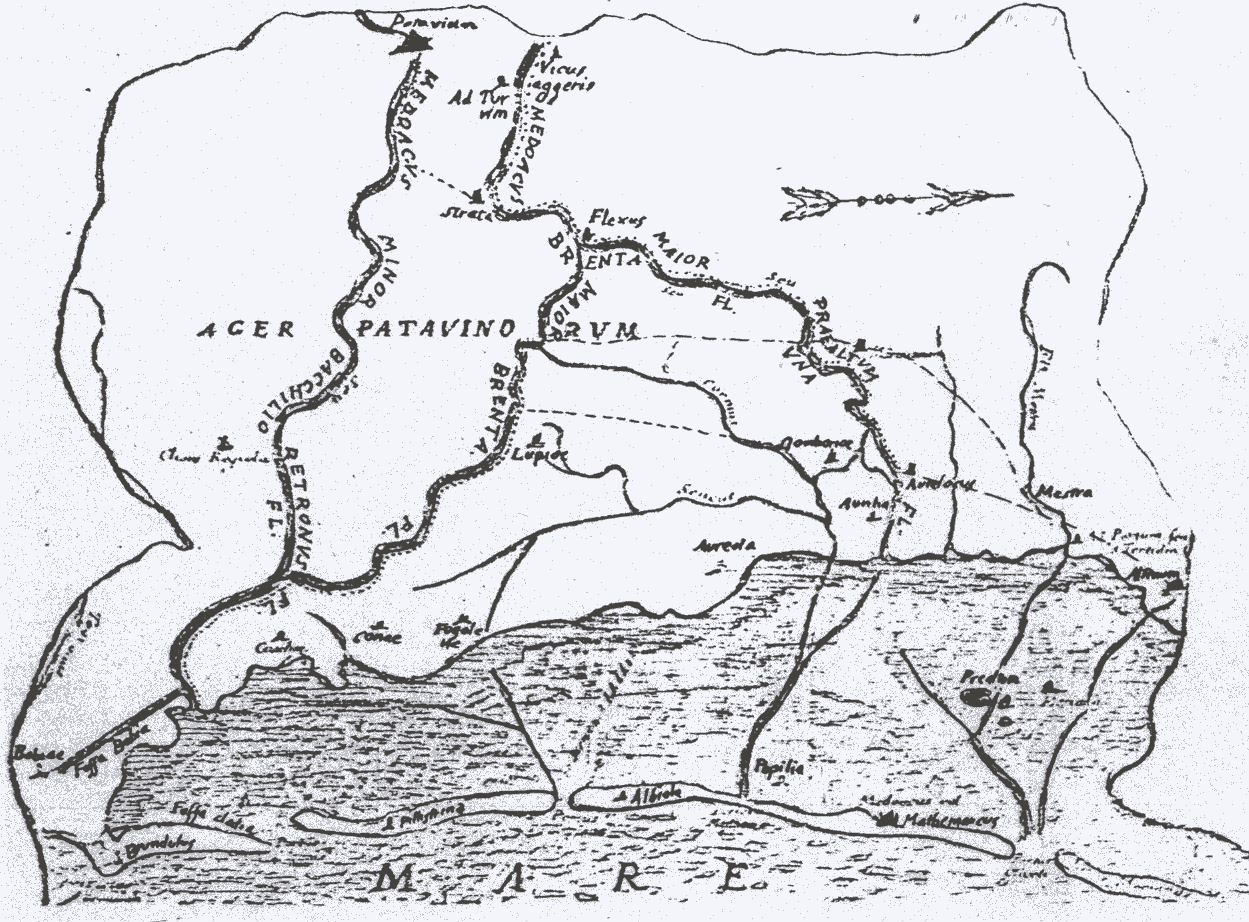
Tracé du Medoacus Maior et du Medoacus Minor - Temanza - 1761.

#### Medoacus Minor
Le Medoacus Minor (aujourd'hui, le défluent Bacchiglione) descendait, selon Gloria de Camino (fraction de Padoue) jusqu'à la lagune, presque en face de Portosecco (dans l'île de Pellestrina) ; cette branche sera déviée au port de Brondolo, situé au sud de Chioggia, au Ve siècle.

#### Medoacus Major
Le Medoacus Major continuait par Stra et Fiesso d'Artico, où il y avait une nouvelle bifurcation. La branche principale courait par le territoire de Paluello (fraction de Stra), Sambruson (fraction de Dolo), Campagna Lupia et débouchait dans la lagune en face du port de Malamocco. La branche mineure (avec un débit d’eau insignifiant) continuait par Dolo, Mira (Italie), Oriago, Fusina, c'est-à-dire le parcours de la Brenta Vecchia. Dans d’autres documents cette branche mineure a été aussi définie, dans le passé, avec les noms de Una et Praealtum.

### Abbaye Sant'Ilario de Venise
En 819, au moment du transfert des bénédictins de San Servolo dans Abbaye Sant'Ilario de Venise, les canaux du delta du fleuve Brenta étaient connus sous les noms :
- l’Una, une branche mineure du Medoacus Major  qui déviait de Dolo vers Fusina
- le Clarino  (en localité Dogaletto de la Commune de Mira, où fut construit le premier monastère),
- la branche du fleuve qui passait par  Lova di Campagna Lupia (désigné aussi comme "Mino Medauco"),
- le fleuve Cornio qui arrive jusqu’au sud de Padoue, passant au nord de Lova et de Bojon[6]
- autres canaux entre lesquels, Gambararia, Seuco et Avisia...

### La Brenta entre Padoue et Venise
Au Moyen Âge, le contrôle des parcours fluviaux était fondamental. Pour ce motif la Brenta fut l’objet principal de la bataille entre les cités de Padoue et de Venise parce que, à cause du delta du fleuve, les territoires sous contrôle de la Sérénissime n’étaient pas bien définis et acceptés.
Padoue de son côté, pour contenir les inondations dans l'aire urbaine, avait rehaussé les digues du fleuve près de l'antique Vicus Aggeris (Vigodarzere), hautes au point de surprendre Dante Alighieri en voyage comme ambassadeur des Da Polenta, seigneurs de Ravenne.

#### Le Canal Piovego
En 1139, les Vicentini (habitants de Vicence) en guerre avec Padoue  creusèrent le Canal Bisato pour priver la cité de l'eau de défense. Les eaux retournèrent à la normale avec la paix de Fontaniva.
En 1209, comme riposte de la république de Padoue (proclamée en 1175 et qui dura jusqu'en 1318), fut celle de se garantir l'eau de défense en creusant le canal Piovego joignant ainsi la cité avec la Brenta dans la zone de Stra, obtenant ainsi la possibilité de réduire le parcours fluvial avec Venise.
(voir l'histoire des canaux entre la Brenta, le Bacchiglione et la lagune Bacchiglione#Histoire et épopées du fleuve)

#### La Brentasecca
Au XIIe siècle, durant la guerre de Padoue contre Venise, existait encore le vieux lit du Medeoacus Major appelé aussi Brentasecca qui reliait Dolo (Italie) à Lugo di Campagna Lupia. Les habitants de Padoue essayèrent de le réactiver pour réduire le parcours entre la lagune et leur cité, et pour ne pas payer la gabelle. Padoue, vu la nécessité de faire vite et manquant de moyens adaptés pour exécuter l'importante œuvre hydraulique, entamera, durant une période de luttes militaires, les remblais du fleuve provoquant une dangereuse inondation avec le retour des zones humides et insalubres sur les terrains du delta déjà assainis. L'intervention fut grave au point que, pour faire front à cette situation, les moines durent quitter l'Abbaye et construire un nouveau château à Gambarare di Mira.

### Venise et les eaux de la Brenta
Les premiers documents de l'intérêt de la république de Venise pour les problèmes du contrôle de l'embouchure de la Brenta sont de 1299.
En 1330, l'historien vénitien Alvise Cornaro définit le problème de gestion des eaux du delta de la Brenta (insalubrité, sédimentation, alluvions) comme questa mala visìna (« cette méchante voisine ») que la Seigneurie devait, selon son opinion, « la porter un peu plus loin ».

#### La "tajada"
Avec le temps, les Vénitiens constateront diverses modifications des parcours des fleuves, des ruisseaux, de leurs embouchures et des canaux de la lagune. Par exemple le canale dell'Orfano sera envasé au point de devenir impraticable jusqu'en 1336, où il fut dragué.
Les préoccupations des gouvernants de la Sérénissime furent telles qu'ils décidèrent de bloquer les eaux de tous les fleuves qui débouchaient dans la lagune, en faisant construire un terre-plein parallèle à la terre ferme avec l'objectif de dévier les eaux de l'embouchure de la Brenta Vecchia di Fusina vers la lagune de Malamocco. Cette œuvre, décidée le 16 février 1330 fut appelée la tajada (la tagliata en italien, « la taillade » en français) et fut terminée en 1339. Ce remblai, fait à environ 40 mètres de la limite de la lagune, fit confluer toutes les eaux des différents fleuves : Brenta Vecchia, Volpadego, Tergola, Clarino, Avesa, Laroncelo, Virgilio, Uxor (Lusore), Muson, Una, Bottenigo, Lenzina dans un canal appelé Brenta Resta d'Aglio. L'inexpérience hydraulique provoqua l'augmentation de la sédimentation des vieilles embouchures et un rehaussement des berges, avec comme conséquence l'inondation des territoires d'Oriago et Gambarare. À la fin pour « relâcher la pression », fut ouverte une décharge vers la lagune sur le canal Visigone.

#### La Brenta Nova
Entre 1488 et 1507, la République sérénissime effectua une ultime diversion du fleuve Brenta Vecchia. L'œuvre qui partait de l'écluse de Dolo jusqu’à Codevigo, appelée le Brentone ou Brenta Nova porta à de vives discussions sur l’équilibre hydrographique du territoire

#### Le Taglio Nuovissimo del Brenta

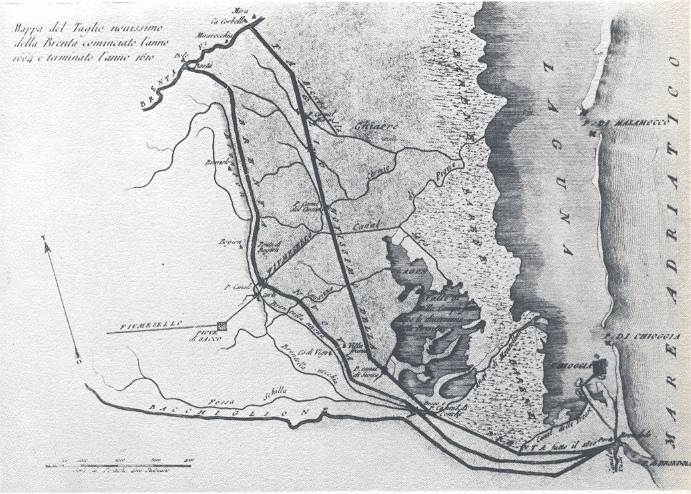
Tracé du Taglio Nuovissimo del Brenta en 1610 - Zedrini - 1811.

En 1605, après les faillites précédentes pour régir les eaux de la « mala visìna » de Venise, le Sénat approuva, dans ce contexte, l'institution des « Préhensions » du Brenta (Prese del Brenta), un nouveau projet de diversion de la Brenta Vecchia, celle de Gianluigi Gallesi.
Le nouveau canal, appelé Taglio Nuovissimo del Brenta, pour le distinguer de l’autre Taglio Nuovo del Muson, reçoit les eaux, comme avant, de la Brenta Vecchia de Mira Taglio en direction de Porto Menai pour poursuivre en mode rectiligne, sur environ 20 km, jusqu'au Passo della Fogolana. Actuellement le canal transite vers le hameau de Conche di Chioggia pour déboucher dans la Lagune de Venise dans la localité de Valli di Chioggia, presque en face du port de Chioggia. Alors qu'en 1610, comme on peut le voir sur la carte de Zedrini, le tracé continuait jusqu’au sud de Chioggia, dans la zone de l’actuelle embouchure du Brenta dit de la « Cunetta ».
Après l'achèvement de cette œuvre, inaugurée en 1612, la république de Venise définit les premiers organisme pour la gestion publique de ses propres marais. Pour ce motif, le long du remblai de ce canal, des bornes furent placées par le « Magistrat aux eaux » pour signaler la dite « Ligne de délimitation des lagunes ».

#### La «Préhension» de la Brenta
Au XVIe siècle, à la suite des travaux de fermeture et de dérivation des embouchures des fleuves dans la lagune tous les territoires de l'entre terre subirent de désastreuses inondations. Pour répondre aux protestations de la population, le Sénat Vénète délibéra le 23 juin 1604, et en prévision de l’exécution du Canale Taglio Nuovissimo institua les « Sept Préhensions », qui comprenaient quelque 178 000 champs.
Les « Préhensions de la Brenta » étaient des consortiums publiques obligatoires qui devaient coordonner les activités, les œuvres et le recueil de toutes les eaux des fossés des campagnes en un système hydraulique unique. Les Préhensions  ont été les précurseurs des Consortium de Bonification.
Les « Préhensions » associaient les propriétaires des biens d'un territoire, qui devaient se réunir pour élire trois présidents. Ceux-ci avaient le rôle de fonctionnaire et percepteur pour accepter les biens et réquisitionner les charges, appelées campatici, de campi.
Dans la définition des bassins hydrauliques, fut adopté le principe que les eaux devront s'écouler dans le nouveau canal Taglio Nuovo di  Mirano  et dans le Taglio Novissimo del Brenta ainsi que dans l’ancien lit de la Brentasecca.

## Les inondations historiques
- 589 : déviation du fleuve à Curtarolo.
- 1110 : en coïncidence avec un raz de marée les îles de Veglia, Tosigono, Carbonaria et Albiola furent balayées[7].
- 1725 : implication de la zone de Vira ; à Vetrego, fut relevé un niveau d'eau arrivant au premier étage du presbytère.
- 1781 : ruptures des digues.
- 1823, 1827, 1839 : intervention de l'ingénieur Paleocapa, à la suite de ces catastrophes.
- 1966, a retourné presque tout le territoire du bassin hydrique du fleuve et de ses affluents.